# 田中敦子 (和服研究者)
田中敦子（たなか あつこ、1961年 - ）は、日本の[和装研究者、工芸ライター]。

## 人物・来歴
東京都生まれ。旧姓・山下。早稲田大学第一文学部卒。証券会社勤務をへて、1986年主婦の友社入社。96年フリーとなり、編集、執筆活動に従事。2001年、小学館『和楽』スタッフとなり、2004年、プレジデント社着物機関誌『七緒』の創刊に携わり、監修も手がける。染織史については、染織史家・吉岡幸雄の指導を受ける。父親の家族及び父親が尾崎一雄と深く関わった。

## 編著書
- 『ファッションの仕事』 (自分に合う仕事books) 主婦の友社, 1999.10
- 『江戸の手わざ ちゃんとした人、ちゃんとした物』渞 [ミナモト]忠之 写真. 文化出版局, 2001.4
- 『きものの花咲くころ 「主婦の友」90年の知恵』主婦の友社 監修, 編著. 主婦の友社, 2006.10 
  - 『きもの宝典 主婦の友100年 きものの花咲くころ、再び』編著, 主婦の友社 監修. 主婦の友社, 2016.10
- 『もののみごと 江戸の粋を継ぐ職人たちの、確かな手わざと名デザイン。』渞忠之 撮影. 講談社, 2012.10
- 『きもの自分流(リアルクローズ)入門』小学館, 2012.9
- 『インドの更紗手帖 世界で愛される美しいテキスタイルデザイン』編著. 誠文堂新光社, 2014.8
- 『更紗 美しいテキスタイルデザインとその染色技法』編著, 渞忠之 写真. 誠文堂新光社, 2015.1
- 『父のおじさん 作家・尾崎一雄と父の不思議な関係』里文出版, 2021.12
- 『J-style Kimono 私のきもの練習帳』春陽堂書店, 2022.3
- 『J-style Utsuwa 私のうつわ練習帳』春陽堂書店, 2023.3